# Szászberek
Szászberek je obec v Maďarsku v župě Jász-Nagykun-Szolnok v okrese Szolnok.
Má rozlohu 39,22 km² a v roce 2013 zde žilo 998 obyvatel.

## Historie
První písemná zmínka pochází z roku 1435, v 15. století získala osada statut městyse, ale ten byl později zrušen, kvůli vylidnění v 17. století. O dvě století později se Szászberek stal opět prosperující obcí.